# JR四國7000系電聯車
JR四國7000系電聯車是日本四國旅客鐵道公司（JR四国）自1990年十一月啟用的電聯車。
7000型為兩端都有駕駛室的動力車，可以單節運轉；7100型為無動力駕駛車，只有一端有駕駛室（目前編組乃位於往琴平、伊予方向），必須與另一輛7000型連結運轉。

## 運行
本型車於1990年11月21日公開。以高松和松山為基地，行駛於予讚線和土讚線。
7000型除與7100型併連運轉，還可以與6000型或7200型併連運轉。

## 編組
至2012年4月1日，本型車有25輛7000型動力車，11輛7100型無動力駕駛車。
| 指定            | cMc    |  | Tc     |
| 编号            | 7000   |  | 7100   |
| 容量（总计/座） | 149/64 |  | 154/69 |
| 重量（t）       | 38.0   |  | 26.0   |

“cMc”（7000型）车装有一個S-PS58菱形集电弓。“Tc”（7100型）無動力駕駛车不設集電弓，必須與7000型連結運轉。 

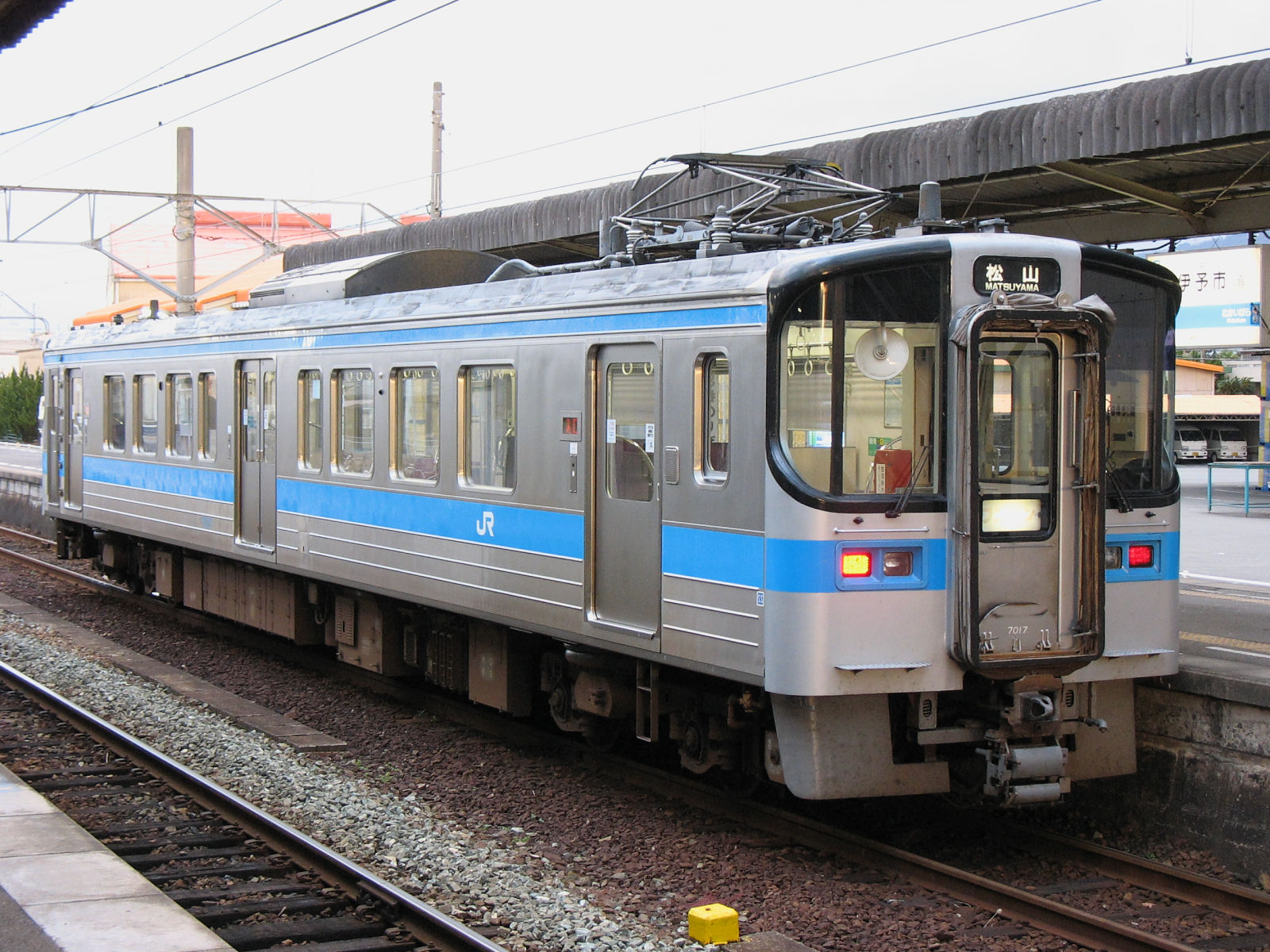
7017號車於伊予市站，2008年1月。
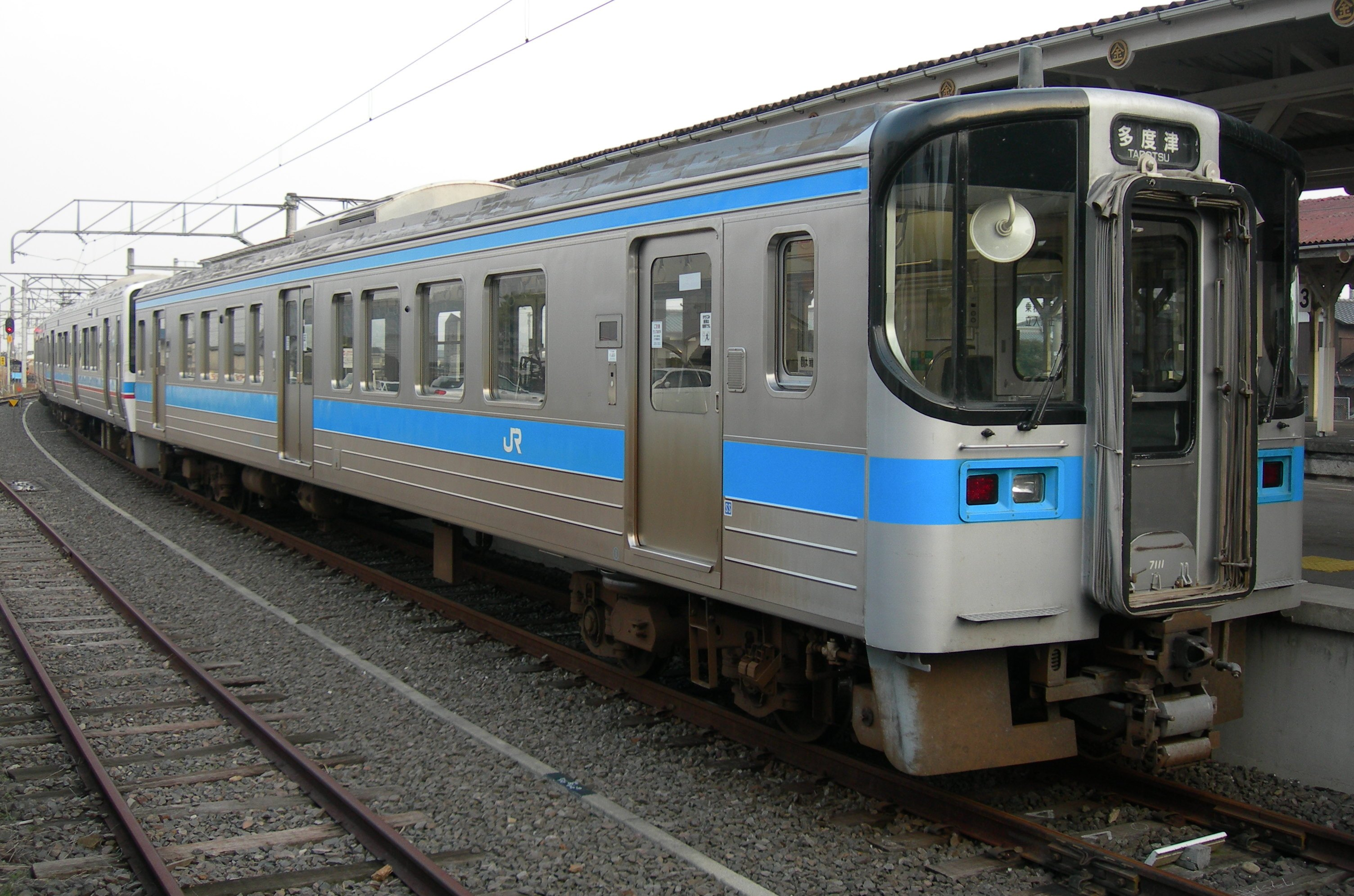
與6000型併連運轉的7111號車在琴平站，2008年1月

## 設計
本型車設計為一人控制服务。由於箕浦以西路線淨空較小，使用低車頂設計，搭配新設計的S-PS58型集電弓，車高減到3900 mm以下。本型車使用VVVF逆變器控制。
使用輕量化不鏽鋼車體，車側有三個車門，兩端的為單片門，中間的車門是雙片門。
車廂內座位安排，一邊為長條椅，另一側則為橫向座位。這與JR四國1000型柴聯車相似。

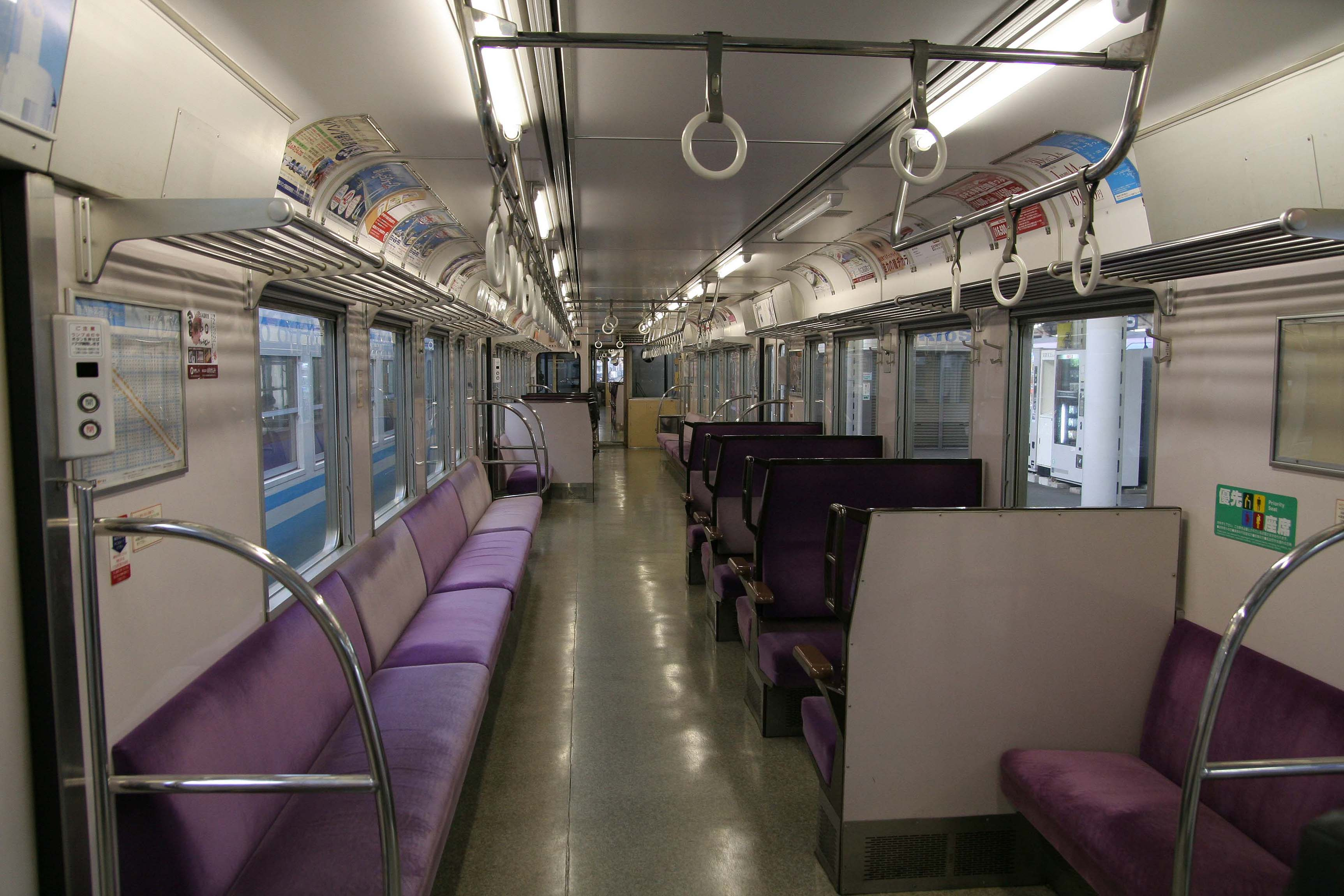
7018號車於2007年12月的内部
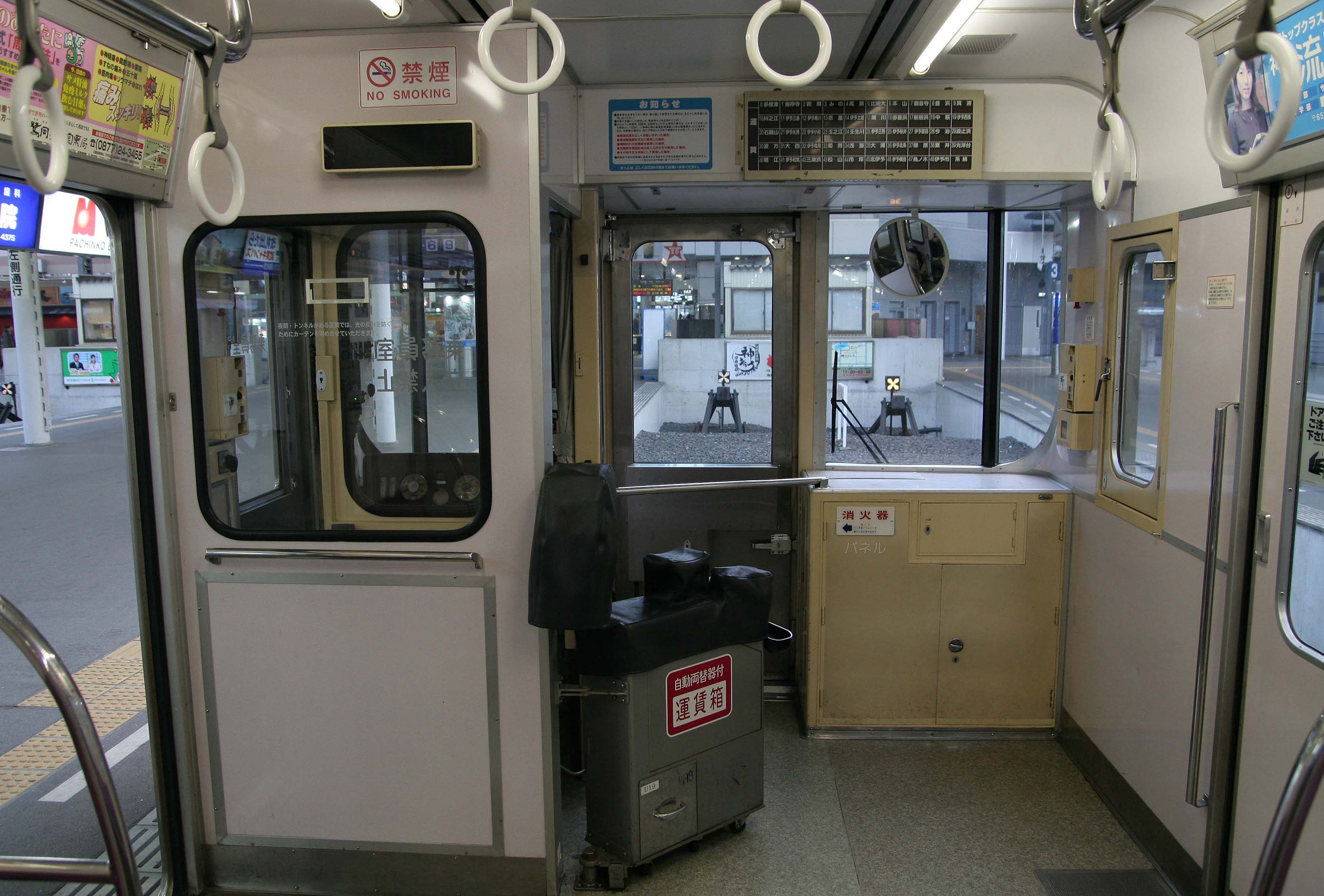
7018號車的駕駛室，可見一人操作服務所使用的售票機，2007年12月

## 转向架
转向架采用基于國鐵205系電聯車的標準無枕梁轉向架設計，7000型使用的稱為S-DT58，而7100型使用的稱為为S-TR58。